# Magic Stick
"Magic Stick" é uma canção de hip hop performada pela rapper Lil' Kim, com participação de 50 Cent. A música foi escrita por Fifty e Lil Kim e produzida por Carlos "Phantom of the Beat" Evans para seu terceiro álbum de estúdio, La Bella Mafia, de 2003. Foi gravada em 2002 e lançada em 8 de abril do ano seguinte.
A canção também fez parte do álbum de 50 Cent Get Rich or Die Tryin'. Foi ranqueada na segunda posição do Billboard Hot 100 atrás apenas de "Crazy in Love", de Beyoncé. O videoclipe não foi gravado por 50 Cent ter sido atingido por nove tiros alguns dias antes da prevista gravação do videoclipe.

## Posições nas paradas de sucesso
| Parada (2003)                                | Melhor posição |
| -------------------------------------------- | -------------- |
| Estados Unidos - Billboard Hot 100           | 2              |
| Estados Unidos - Billboard R&B/Hip-Hop Songs | 2              |
| Estados Unidos - Billboard Pop Songs         | 7              |
| Estados Unidos - Billboard Rap Songs         | 1              |